# Andy Najar
Andy Ariel Najar Rodríguez (* 16. März 1993 in Choluteca, Departamentos Choluteca) ist ein honduranischer Fußballspieler. Er spielt seit Januar 2025 für Nashville SC in der Major League Soccer.

## Karriere

### Verein
Najar kam im Alter von 13 Jahren in die Vereinigten Staaten und besuchte in Alexandria die Thomas A. Edison High School. 2008 schloss er sich der Jugendakademie des D.C. United an. Dort erhielt er zahlreiche Auszeichnungen und Ehrungen für seine Leistungen.
Am 11. März 2010 verließ er die High School und bekam im Rahmen der Generation Adidas als erst zweiter Spieler der Akademie überhaupt einen Profivertrag bei D.C. United. In der Liga debütierte er am 28. März beim Eröffnungsspiel der Major League Soccer 2010 gegen die Kansas City Wizards, das mit 0:4 verloren wurde. Am 28. April erzielte er im Rahmen des Lamar Hunt U.S. Open Cups gegen den FC Dallas sein erstes Profitor. Najar bekam die Auszeichnung als MLS Rookie of the Year des Jahres 2010 vor Tim Ream von den New York Red Bulls und Danny Mwanga von der Philadelphia Union.
Am 27. November begann er ein einwöchiges Probetraining bei Tottenham Hotspur, um sich für die im Frühling beginnende Major League Soccer 2012 fitzuhalten.
Am 7. Januar 2013 wurde er für einen Monat nach Europa in die belgische Pro League an den RSC Anderlecht verliehen. Ende Januar verpflichtete der RSC Najar fest. In seiner ersten Saison gewann er mit Anderlecht die Meisterschaft 2012/13, blieb in der Saison allerdings ohne Einsatz. Am 2. August 2013 absolvierte Najar seinen Einstand für den RSC Anderlecht, als er beim 4:0-Sieg am zweiten Spieltag der Pro-League-Spielzeit 2013/14 gegen Cercle Brügge in der 78. Minute für Massimo Bruno eingewechselt wurde. In dieser Spielzeit wurde er nach Schwierigkeiten zu Saisonbeginn, in deren Verlauf er zumeist nicht einmal zum Kader gehörte, zum Stammspieler mit 25 Einsätzen in der Liga. Des Weiteren kam er zu einem Einsatz in der UEFA Champions League, als er im letzten Spiel in der Gruppenphase bei Olympiakos Piräus in der Anfangsformation stand, wobei das Ausscheiden der Anderlechter bereits feststand; der RSC verlor das Spiel mit 1:3. Najar wurde am Ende der Spielzeit erneut belgischer Meister mit seiner Mannschaft.
In den nächsten Jahren war er Stammspieler beim RSC Anderlecht. Von Juni 2016 bis November 2016 fiel er infolge eines Kreuzbandrisses aus; des Weiteren wegen Oberschenkelproblemen von Juli 2017 bis August 2018. Sein letztes Spiel für den RSC Anderlecht bestritt er am 17. Februar 2019. Danach war er wieder durch den Kreuzbandriss verletzt bzw. gehörte bis zum Abbruch der Saison 2019/20 infolge der COVID-19-Pandemie infolge seines Trainingsrückstandes nicht zum Spieltagskader.
Am 17. Juni 2020 wurde sein Wechsel zur neuen Saison zurück in die USA zu Los Angeles FC bekanntgegeben. Hier kam er bis zum Jahresende in sieben Partien zum Einsatz und sein Vertrag wurde nicht verlängert. Anschließend war er bis zum April 2021 ohne Verein, ehe ihn sein ehemaliger Klub D.C. United erneut verpflichtete.
Anfang 2024 wechselte er nach Honduras und schloss sich CD Olimpia an. Nach dem Gewinn der honduranischen Meisterschaft Clausura 2023/24 mit CD Olimpia kehrte er im Januar 2025 zurück in die MLS zum Nashville SC.

### Nationalmannschaft
Najar hatte die Wahlmöglichkeit, für die Nationalmannschaft der USA oder für die honduranische Nationalmannschaft zu spielen. Am 6. April 2011 gab er bekannt, im Falle einer Nominierung für Honduras spielen zu wollen.
Am 3. September 2011 debütierte er für Honduras in einem Freundschaftsspiel gegen Kolumbien. Mit der honduranischen U-23-Nationalmannschaft nahm er an den Olympischen Spielen 2012 in London teil. Najar wurde außerdem in den Kader der honduranischen A-Nationalmannschaft für den Gold Cup 2013 berufen, bei dem er im Viertelfinale gegen Costa Rica (Endstand 1:0) das einzige Tor des Spiels erzielte.
2014 wurde er vom damaligen Trainer Luis Fernando Suárez in den Kader der Auswahl für die Weltmeisterschaft 2014 berufen, bei der er gegen Frankreich (Endstand 0:3) und die Schweiz (Endstand 0:3) zum Einsatz kam.

## Titel und Erfolge
D.C. United
- MLS Rookie of the Year: 2010

RSC Anderlecht
- Belgischer Meister: 2014, 2017
- Belgischer Superpokalsieger: 2014

CD Olimpia
- Honduranische Meisterschaft: Clausura 2024